# ليديا وليامز
ليديا وليامز (بالإنجليزية: Lydia Williams)‏ (و. 1988  م) هي لاعبة كرة قدم، من أستراليا، ولدت في كاتانينغ، شاركت في كرة القدم في الألعاب الأولمبية الصيفية 2016، تلعب كحارسة مرمى.

## التعليم
تعلمت في ACT Academy of Sport ‏.

## روابط خارجية
- ليديا وليامز على موقع الاتحاد الدولي (مؤرشف)  (الإنجليزية)
- ليديا وليامز على موقع الاتحاد الأوربي (الإنجليزية)
- ليديا وليامز على موقع قاعدة بيانات كرة القدم.إي يو (الإنجليزية)
- ليديا وليامز على موقع Soccerway.com (الإنجليزية)
- ليديا وليامز على موقع عالم كرة القدم.نت (الإنجليزية)
- ليديا وليامز على موقع اللجنة الأولمبية الدولية (الإنجليزية)
- ليديا وليامز على موقع أوليمبيديا (الإنجليزية)
- ليديا وليامز على موقع اللجنة الأولمبية الأسترالية (الإنجليزية)